# Аликес
Аликес, Алике, Аликай (греч. Αλυκές, Αλυκαί) — небольшой приморский поселок, расположенный близко к малому городу Като-Ахаия к северо-западу от него, административно относящийся к одноименному муниципальному сообществу Муниципального образования (дима) муниципалитета Западная Ахайя. По данным национальной переписи 2011 года в Греции было установлено, что его население составляет 144 человека.
Посёлок расположен примерно в 26 километрах от города Патры, а также в 2 километрах от Като Ахайя.

## Общие и исторические факты
В селе есть церковь, посвященная Святому Николаю угоднику на греческом Агиос Николаос. Его жители в основном занимаются рыболовством, здесь есть небольшой рыбный порт, так же личным подсобным хозяйством. В поселке есть магазин и ресторан с морской кухней.
Аликес был официально признан поселением 19.03.1961 и был присоединен к Общине Като Ахайя. Принадлежа общине и являясь ее частью во всех последовавших за этим административных изменениях сегодня является муниципальной общиной . Согласно предыдущей официальной переписи 2001 года, Аликес, в то время входивший в состав муниципального района Като-Ахайя «Каподистрианского» муниципалитета дима (1997-2010 годы), имел население 196 жителей.

## Население
| Год     | Население |
| ------- | --------- |
| 1991 г. | 172       |
| 2001 г. | 196       |
| 2011    | 144       |

| Год     | Население |
| ------- | --------- |
| 1961 г. | 137       |
| 1971 г. | 101       |
| 1981 г. | 144       |
| 1991 г. | 171       |
| 2001 г. | 206       |
| 2011    | 138       |